# Tsutomu Hioki
| 4100 Sumiko       | 16 gennaio 1988  |
| 4225 Hobart       | 31 gennaio 1989  |
| 4384 Henrybuhl    | 3 gennaio 1990   |
| 4772 Frankdrake   | 2 novembre 1989  |
| 5138 Gyoda        | 13 novembre 1990 |
| 5142 Okutama      | 18 dicembre 1990 |
| 5238 Naozane      | 13 novembre 1990 |
| 5339 Desmars      | 4 febbraio 1992  |
| 5629 Kuwana       | 20 febbraio 1993 |
| 5783 Kumagaya     | 5 febbraio 1991  |
| 5822 Masakichi    | 21 novembre 1989 |
| 6071 Sakitama     | 4 gennaio 1992   |
| 6094 Hisako       | 10 novembre 1990 |
| 6198 Shirakawa    | 10 gennaio 1992  |
| 6300 Hosamu       | 30 dicembre 1988 |
| 7429 Hoshikawa    | 24 dicembre 1992 |
| 8189 Naruke       | 30 dicembre 1992 |
| 8516 Hyakkai      | 13 ottobre 1991  |
| 10526 Ginkogino   | 19 ottobre 1990  |
| 11504 Kazo        | 21 gennaio 1990  |
| 11930 Osamu       | 15 febbraio 1993 |
| 12738 Satoshimiki | 4 gennaio 1992   |
| 16518 Akihikoito  | 16 novembre 1990 |
| 19190 Morihiroshi | 10 gennaio 1992  |
| 21082 Araimasaru  | 13 ottobre 1991  |
| 24754 Zellyfry    | 31 ottobre 1992  |

Tsutomu Hioki (日置努?, Hioki Tsutomu; ...) è un astronomo giapponese.
Il Minor Planet Center gli accredita le scoperte di cinquantasei asteroidi, effettuate tra il 1988 e il 1993, tutte in collaborazione con Nobuhiro Kawasato o Shuji Hayakawa.
Gli è stato dedicato l'asteroide 5072 Hioki.